# PZL.46 Sum
Die PZL.46 Sum (deutsch Wels) war ein polnisches Mehrzweckflugzeug im Zweiten Weltkrieg.

## Geschichte
Aufgrund einer Forderung der polnischen Luftstreitkräfte von 1936 begann Stanisław Prauss, Chefkonstrukteur des staatlichen Unternehmens PZL (Państwowe Zakłady Lotnicze), mit der Projektierung eines Nachfolgers für die PZL.23 Karaś. Bereits im April gleichen Jahres wurde eine P.23 aus der laufenden Produktion mit einem Doppelleitwerk ausgerüstet und als P.42 getestet. Anschließend begann Prauss mit den eigentlichen Arbeiten, die er 1937 abschloss. Anfang 1938 wurde der Auftrag zum Bau von vier Prototypen erteilt, von denen einer für statische Tests genutzt werden sollte. Auf ein vorgesehenes Einziehfahrwerk wurde nach einiger Überlegung verzichtet. Die P.46/I startete, mit einem 675-kW-Motor Pegasus XX ausgerüstet, im August (andere Quellen nennen Oktober) 1938 zum Erstflug. Im November 1938 wurde sie auf dem 16. Pariser Aerosalon ausgestellt und dort günstig beurteilt. Nach den Tests begann der Bau des als P.23/II bezeichneten zweiten Prototyps. Als Besonderheit war dieser mit einer hydraulisch absenkbaren unteren Rumpfgondel ausgestattet. Der Erstflug fand im März 1939 statt.
Am 28. März 1939 wurde ein Auftrag über 160 Maschinen erteilt, der nach kurzer Zeit auf 300 Stück erweitert wurde, von denen 140 in den Kampfverbänden, der Rest bei Schuleinheiten bzw. als Reserve Verwendung finden sollte. Der Beginn des Serienbaus verzögerte sich allerdings, da der Mechanismus der Rumpfgondel einige Probleme bereitete, worauf sich die vorgesehene Auslieferung der ersten Serienexemplare auf den November/Dezember 1939 verschob und deshalb nicht mehr stattfand.
Im Sommer 1939 wurde noch der Bau eines als PZL.46/III bezeichneten und mit einem 694-kW-Triebwerk Gnôme-Rhône 14N21 ausgestatteten dritten Prototyps begonnen, der als Ausgangsmodell für eine bulgarische Exportversion dienen sollte, von der 12 (nach anderen Quellen 16) Exemplare bestellt worden waren. Er wurde nicht mehr vollendet. Des Weiteren existierte als Projekt noch eine als Losos bezeichnete Sturzkampfbomberversion mit Einziehfahrwerk und Hispano-Suiza-12Z-Anrieb.
Der Beginn des Krieges beendete schließlich alle Arbeiten. Der zweite Prototyp konnte nach Bukarest überführt und so dem Zugriff der deutschen Truppen entzogen werden. Er soll später in die Sowjetunion gelangt und von deren Luftstreitkräften getestet worden sein.

## Technische Daten

Dreiseitenriss

| Kenngröße             | Daten                                   |
| --------------------- | --------------------------------------- |
| Länge                 | 10,5 m                                  |
| Spannweite            | 14,6 m                                  |
| Höhe                  | 3,3 m                                   |
| Flügelfläche          | 31,5 m²                                 |
| Flügelstreckung       | 6,8                                     |
| Leermasse             | 1995 kg                                 |
| Startmasse            | 3555 kg                                 |
| Höchstgeschwindigkeit | 425 km/h                                |
| Marschgeschwindigkeit | 350 km/h                                |
| Landegeschwindigkeit  | 110 km/h                                |
| Gipfelhöhe            | 7700 m                                  |
| Reichweite            | 1300 km                                 |
| Triebwerk             | ein Bristol Pegasus XX, 925 PS (680 kW) |
| Bewaffnung            | vier 7,9-mm-MG                          |
| Bombenlast            | 600 kg                                  |